# Менескаль, Роберту
Робе́рту Менеска́ль, также Менеска́л (порт. Roberto Batalha Menescal, род. 25 октября 1937, Витория) — бразильский композитор, гитарист, аранжировщик, музыкальный продюсер; видный представитель бразильской популярной музыки. Наиболее известен как автор музыкальных произведений в жанре босса-новы. Удостоен премии «Латинская Грэмми» в почётной номинации «За достижения всей жизни» (2013).

## Очерк биографии и творчества
Менескаль не получил систематического музыкального образования (брал уроки игры на фортепиано, на гитаре, самостоятельно освоил аккордеон). Начал карьеру в 1957 г. как аккомпаниатор популярной певицы Силвии Теллис, гастролировал с ней по стране. В 1958 г. в Рио-де-Жанейро основал (совместно с Карлосом Лирой) школу игры на гитаре, где недолго преподавал. В 1963 г. выпустил первый сольный LP-альбом «A bossa nova», в 1964 г. — второй, «A nova bossa nova». В программу этих альбомов вошли инструментальные обработки песен А. К. Жобина, К. Лиры, Эумира Деодату, Маркуса Валли, а также 8 песен самого Менескаля, в том числе «Você» («Ты»), «Nós e o mar» («Мы и море») и «Adriana».
Признание в США пришло к Менескалю после концерта бразильских музыкантов, посвящённого босса-нове, который состоялся в ноябре 1962 г. в нью-йоркском Карнеги-холле. В программу этого эпохального нью-йоркского концерта были включены две песни Менескаля на стихи его друга и постоянного соавтора Р. Босколи (1928—1994) — «O barquinho» («Лодочка», в авторском исполнении) и «Ah! se eu pudesse» («Ах, если бы я мог», в исполнении Аны Люсии), впоследствии ставшие хитами. Полная запись концерта была выпущена в 1963 г. на LP под названием «Bossa nova in Carnegie Hall»; с тех пор альбом неоднократно переиздавался.
Международному признанию Менескаля способствовала Элис Режина. В 1968 г. в её ансамбле он выступил как аранжировщик и гитарист на престижном фестивале MIDEM в Каннах, затем (в том же качестве) гастролировал с Элис по европейским странам. Годом позже Элис записала три песни Менескаля на LP-альбоме «Элис и Тутс» («Elis & Toots», альтернативное название — «Aquarela do Brasil»; совместно с Тутсом Тилемансом) — «Você», «O barquinho», «A volta» («Возвращение»). Во всех трёх доминирует саудаде — типичная для бразильской лирики образная сфера любовного или ностальгического томления, обычно связанного с воспоминанием о прошлом.
В 1970 г. Менескаль занял должность художественного руководителя крупной звукозаписывающей корпорации PolyGram (бразильского отделения этой компании). Он продюсировал альбомы Каэтану Велозу, Галь Косты, Жилберту Жила, Лейлы Пиньейру, Марии Бетании и других талантливых музыкантов. При этом собственные аудиозаписи Менескаль почти не выпускал. В 1986 г. принял решение оставить административную работу и вернулся к творческой деятельности. В конце 1980-х гг. основал небольшую звукозаписывающую компанию с лейблом Albatroz, на котором, помимо своих, продюсировал альбомы других бразильских музыкантов.
Как гитарист и аранжировщик Менескаль часто исполнял джазированные обработки пьес А. К. Жобина («Insensatez», «Garota de Ipanema», «Corcovado», «Wave»), М. Валли («Samba de verão»), К. Лиры («Minha namorada», «Influência do jazz»), Э. Деодату, Э. Лобу и др. Свои несложные гитарные импровизации иногда дублировал голосом в унисон или октаву. В 1985—1989 гг. активно сотрудничал с Нарой Леан, с середины 1990-х гг. часто выступал и записывался в ансамбле с певицей Вандой Са. В 2005 г. выступил в роли ведущего (совместно с К. Лирой) в двухчасовом документальном фильме «Coisa mais linda» (режиссёр П. Тиагу). Название фильма обыгрывает стихи В. ди Морайса из босса-новы «Девушка из Ипанемы» Жобина и одноимённой босса-новы Лиры. В 2012 г. гастролировал в России как гитарист в составе инструментального ансамбля Маркуса Валли.
В дискографии Менескаля преобладают альбомы, сделанные совместно с известными бразильскими музыкантами, изредка встречаются сольные. Среди альбомов: «Bossa session» (с Силвией Теллис и Лусиу Алвисом, 1964; 1-я запись хита Менескаля «Телефон»), «Surfboard» (1966), «Um cantinho, um violão» (с Нарой Леан; 1985), «Roberto Menescal» (1991), «Eu e a música» (с Вандой Са, 1995), «Bossa evergreen» (2000), «Brasilidade» (с ансамблем Bossacucanova; 2001), «Eu e Cris» (с Крис Деланно; 2003), «Swingueira» (с Вандой Са, 2005), «Os bossa nova» (с Карлосом Лирой; 2008), «A galeria do Menescal» (с вокальным ансамблем BeBossa, 2011; программа составлена исключительно из композиций Менескаля).